# Chiếc giày vàng Giải bóng đá Ngoại hạng Anh
Chiếc giày vàng Giải bóng đá Ngoại hạng Anh (tiếng Anh: Premier League Golden Boot) là một giải thưởng bóng đá thường niên được trao cho cầu thủ ghi nhiều bàn thắng nhất tại Giải bóng đá Ngoại hạng Anh. Vì mục đích tài trợ, từ năm 1994 đến năm 2001 nó được gọi là Chiếc giày vàng Carling, từ năm 2002 đến năm 2004 là Chiếc giày vàng Barclaycard, từ năm 2005 đến năm 2016 là Chiếc giày vàng Barclays, từ năm 2017 đến năm 2020 là Chiếc giày vàng Cadbury, và Chiếc giày vàng Coca-Cola Zero Sugar trong năm 2021. Kể từ năm 2022, nó được gọi là Chiếc giày vàng Castrol. Bên cạnh danh hiệu, những cầu thủ đoạt Chiếc giày vàng thường được tặng 1.000 £ cho mỗi bàn thắng họ ghi được trong suốt mùa giải. Số tiền này sẽ được quyên góp cho một tổ chức từ thiện do chính cầu thủ lựa chọn, dẫu vậy Robin van Persie được tặng 30.000 £ sau khi ghi được 26 bàn thắng trong mùa giải 2012–13.
Giải Ngoại hạng Anh được thành lập vào năm 1992, khi những câu lạc bộ ở First Division rời khỏi Football League và lập ra một giải đấu mới hoàn toàn độc lập về mặt thương mại, có quyền tự thương thảo các hợp đồng phát sóng và tài trợ riêng. Giải đấu không có nhà tài trợ trong mùa giải đầu tiên cho đến khi Carling đồng ý một thỏa thuận trị giá mười hai triệu bảng trong bốn năm bắt đầu từ mùa giải tiếp theo, và nó chỉ được gọi đơn giản là Giải Ngoại hạng Anh trong năm đầu tiên. Kết quả là, giải thưởng này được gọi là "Giải bóng đá Ngoại hạng Anh" khi Teddy Sheringham nhận nó lần đầu tiên vào năm 1993. Ban đầu có 22 đội, số lượng các đội tranh tài tại giải đấu đã được thu gọn xuống còn 20 đội sau mùa giải 1994–95, điều này làm giảm số trận đấu từ 42 xuống còn 38 trận.
Hai cầu thủ là Thierry Henry và Mohamed Salah đã 4 lần giành Chiếc giày vàng Ngoại hạng Anh, nhiều hơn bất kỳ cầu thủ nào khác. Jimmy Floyd Hasselbaink và Dwight Yorke lần lượt là những người đầu tiên không phải người Anh và không phải người châu Âu giành giải, khi họ cùng chia sẻ danh hiệu với Michael Owen vào năm 1999. Alan Shearer và Henry đã giành giải thưởng này trong ba mùa giải liên tiếp. Kevin Phillips, Henry, Cristiano Ronaldo, Luis Suárez và Erling Haaland từng giành được cả danh hiệu Chiếc giày vàng châu Âu và Chiếc giày vàng Ngoại hạng Anh trong cùng một mùa giải, trong đó Henry làm được điều này hai lần (năm 2004 và 2005). Shearer, Hasselbaink và Van Persie là những cầu thủ duy nhất giành Chiếc giày vàng Ngoại hạng Anh khi thi đấu cho hai câu lạc bộ khác nhau.
Erling Haaland đã ghi được nhiều bàn thắng nhất để giành Chiếc giày vàng, với 36 bàn vào mùa giải 2022–23. Trong 35 trận anh đã thi đấu ở mùa giải đó, Haaland cũng thiết lập tỷ lệ ghi bàn trên mỗi trận cao nhất để giành giải thưởng này, với 1,03 bàn/trận. Nicolas Anelka ghi ít bàn thắng để giành giải thưởng này một cách riêng lẻ, với 19 bàn trong mùa giải 2008–09. Tuy nhiên, kỷ lục về số bàn thắng thấp nhất để nhận được giải thưởng là 18 bàn; thành tích này đạt được trong các mùa giải 1997–98 và 1998–99, khi Chiếc giày vàng được chia đều cho ba cầu thủ trong cả hai mùa giải đó. Mùa giải 1998–99 cũng đánh dấu lần cuối cùng Chiếc giày vàng được chia sẻ cho đến mùa giải 2010–11, khi Dimitar Berbatov và Carlos Tevez đều ghi được 20 bàn trong mùa giải đó để cùng nhau giành giải thưởng. Kể từ đó, giải thưởng này đã được đồng sở hữu thêm hai lần nữa: mùa giải 2018–19 (bởi ba cầu thủ) và mùa giải 2021–22 (bởi hai cầu thủ). Hiện tại, danh hiệu Chiếc giày vàng Giải bóng đá Ngoại hạng Anh đang thuộc về Mohamed Salah với 29 bàn thắng vào mùa giải 2024–25.

## Những người chiến thắng

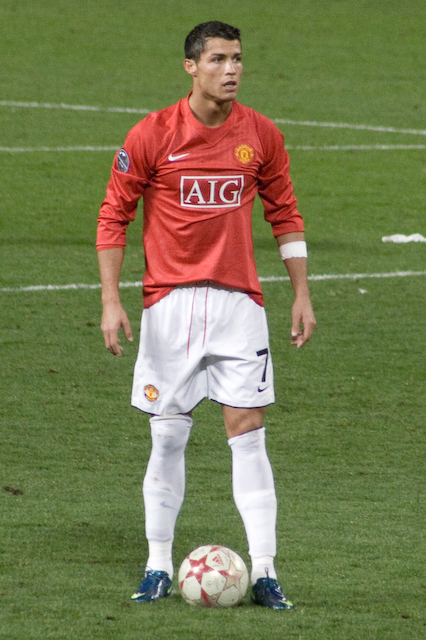
Cristiano Ronaldo, người thắng giải năm 2008, là một trong năm cầu thủ giành cả Chiếc giày vàng châu Âu lẫn Chiếc giày vàng Ngoại hạng Anh.

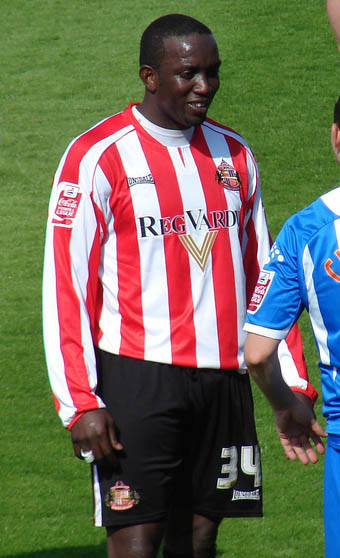
Dwight Yorke, người đồng nhận giải năm 1999, là cầu thủ đầu tiên đến từ khu vực ngoài châu Âu giành Chiếc giày vàng Ngoại hạng Anh.

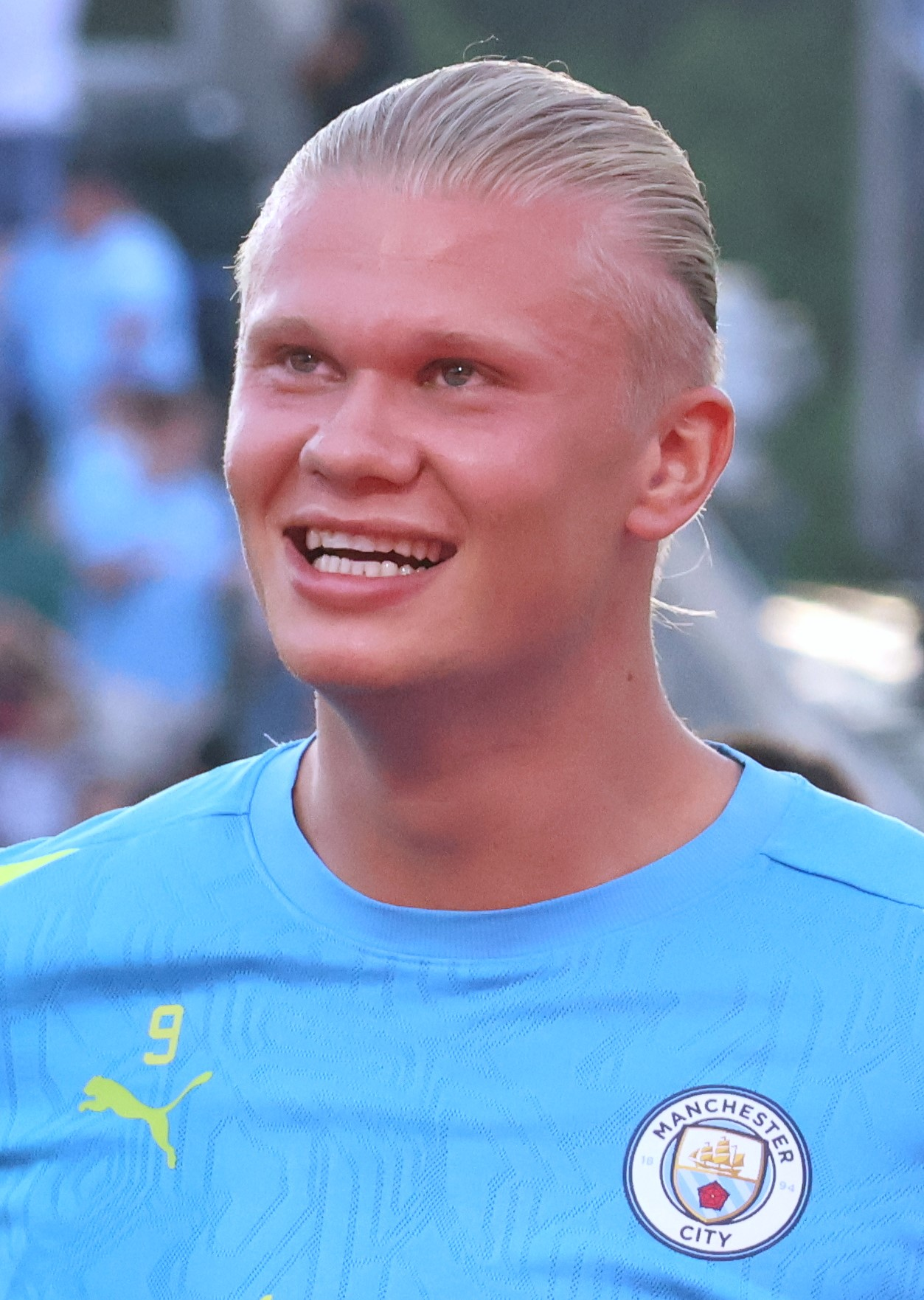
Erling Haaland, người thắng giải năm 2023, nắm giữ kỷ lục về số bàn thắng nhiều nhất trong một mùa giải Ngoại hạng Anh.

| Cầu thủ (X) | Tên của cầu thủ và số lần họ đã giành được giải thưởng tính đến thời điểm đó (nếu nhiều hơn một lần). |
| Trận        | Số trận đấu tại Ngoại hạng Anh mà người chiến thắng đã thi đấu trong mùa giải đó                      |
| Tỷ lệ       | Tỷ lệ bàn thắng trên mỗi trận của người chiến thắng trong mùa giải đó                                 |
| dagger      | Ký hiệu này cho biết có nhiều người giành giải thưởng trong cùng một mùa giải                         |
| ‡           | Ký hiệu này cho biết cầu thủ đó cũng giành được Chiếc giày vàng châu Âu trong cùng một mùa giải       |
| §           | Ghi chú cho câu lạc bộ chủ quản đoạt chức vô địch Ngoại hạng Anh trong cùng một mùa giải              |
| #           | Kỷ lục Ngoại hạng Anh                                                                                 |

| Mùa giải  | Cầu thủ                     | Quốc tịch          | Câu lạc bộ         | Bàn | Trận | Tỷ lệ | Nguồn         |
| --------- | --------------------------- | ------------------ | ------------------ | --- | ---- | ----- | ------------- |
| 1992–93   | Teddy Sheringham            | Anh                | Tottenham Hotspur  | 22  | 41   | 0,54  | [ 8 ]         |
| 1993–94   | Andy Cole                   | Anh                | Newcastle United   | 34  | 40   | 0,85  | [ 8 ]         |
| 1994-95   | Alan Shearer                | Anh                | Blackburn Rovers§  | 34  | 42   | 0,81  | [ 8 ] [ 20 ]  |
| 1995–96   | Alan Shearer (2)            | Anh                | Blackburn Rovers   | 31  | 35   | 0,89  | [ 8 ] [ 20 ]  |
| 1996–97   | Alan Shearer (3)            | England            | Newcastle United   | 25  | 31   | 0,81  | [ 8 ] [ 20 ]  |
| 1997–98   | Chris Sutton                | Anh                | Blackburn Rovers   | 18  | 35   | 0,51  | [ 8 ]         |
| 1997–98   | Dion Dublin                 | Anh                | Coventry City      | 18  | 36   | 0,50  | [ 8 ] [ 21 ]  |
| 1997–98   | Michael Owen                | Anh                | Liverpool          | 18  | 36   | 0,50  | [ 8 ]         |
| 1998–99   | Michael Owen (2)            | Anh                | Liverpool          | 18  | 30   | 0,60  | [ 8 ]         |
| 1998–99   | Dwight Yorke                | Trinidad và Tobago | Manchester United§ | 18  | 33   | 0,55  | [ 22 ]        |
| 1998–99   | Jimmy Floyd Hasselbaink     | Hà Lan             | Leeds United       | 18  | 36   | 0,50  | [ 8 ]         |
| 1999–2000 | Kevin Phillips‡             | Anh                | Sunderland         | 30  | 36   | 0,83  | [ 10 ] [ 23 ] |
| 2000–01   | Jimmy Floyd Hasselbaink (2) | Hà Lan             | Chelsea            | 23  | 35   | 0.66  | [ 24 ]        |
| 2001–02   | Thierry Henry               | Pháp               | Arsenal§           | 24  | 33   | 0,73  | [ 22 ]        |
| 2002–03   | Ruud van Nistelrooy         | Hà Lan             | Manchester United§ | 25  | 34   | 0,74  | [ 25 ]        |
| 2003–04   | Thierry Henry‡ (2)          | Pháp               | Arsenal§           | 30  | 37   | 0,81  | [ 12 ] [ 22 ] |
| 2004–05   | Thierry Henry‡ (3)          | Pháp               | Arsenal            | 25  | 32   | 0,78  | [ 12 ]        |
| 2005–06   | Thierry Henry (4)           | Pháp               | Arsenal            | 27  | 32   | 0,84  | [ 8 ]         |
| 2006–07   | Didier Drogba               | Bờ Biển Ngà        | Chelsea            | 20  | 36   | 0,56  | [ 26 ]        |
| 2007–08   | Cristiano Ronaldo‡          | Bồ Đào Nha         | Manchester United§ | 31  | 34   | 0,91  | [ 3 ] [ 11 ]  |
| 2008–09   | Nicolas Anelka              | Pháp               | Chelsea            | 19  | 36   | 0,53  | [ 28 ]        |
| 2009–10   | Didier Drogba (2)           | Bờ Biển Ngà        | Chelsea§           | 29  | 32   | 0,91  | [ 29 ]        |
| 2010–11   | Carlos Tevez                | Argentina          | Manchester City    | 20  | 31   | 0,65  | [ 30 ]        |
| 2010–11   | Dimitar Berbatov            | Bulgaria           | Manchester United§ | 20  | 32   | 0,63  | [ 30 ]        |
| 2011–12   | Robin van Persie            | Hà Lan             | Arsenal            | 30  | 38   | 0,79  | [ 32 ]        |
| 2012–13   | Robin van Persie (2)        | Hà Lan             | Manchester United§ | 26  | 38   | 0,68  | [ 5 ]         |
| 2013–14   | Luis Suárez‡                | Uruguay            | Liverpool          | 31  | 33   | 0,94  | [ 33 ]        |
| 2014–15   | Sergio Agüero               | Argentina          | Manchester City    | 26  | 33   | 0,79  | [ 34 ]        |
| 2015–16   | Harry Kane                  | Anh                | Tottenham Hotspur  | 25  | 38   | 0,66  | [ 35 ]        |
| 2016–17   | Harry Kane (2)              | Anh                | Tottenham Hotspur  | 29  | 30   | 0,97  | [ 36 ]        |
| 2017–18   | Mohamed Salah               | Ai Cập             | Liverpool          | 32  | 36   | 0,89  | [ 37 ]        |
| 2018–19   | Pierre-Emerick Aubameyang   | Gabon              | Arsenal            | 22  | 36   | 0,61  | [ 38 ]        |
| 2018–19   | Sadio Mané                  | Senegal            | Liverpool          | 22  | 36   | 0,61  | [ 38 ]        |
| 2018–19   | Mohamed Salah (2)           | Ai Cập             | Liverpool          | 22  | 38   | 0,58  | [ 38 ]        |
| 2019–20   | Jamie Vardy                 | Anh                | Leicester City     | 23  | 35   | 0,66  | [ 39 ]        |
| 2020–21   | Harry Kane (3)              | Anh                | Tottenham Hotspur  | 23  | 35   | 0,66  | [ 40 ]        |
| 2021–22   | Mohamed Salah (3)           | Ai Cập             | Liverpool          | 23  | 35   | 0,66  | [ 41 ]        |
| 2021–22   | Son Heung-min               | Hàn Quốc           | Tottenham Hotspur  | 23  | 35   | 0,66  | [ 41 ]        |
| 2022–23   | Erling Haaland‡             | Na Uy              | Manchester City§   | 36# | 35   | 1,03  | [ 42 ]        |
| 2023–24   | Erling Haaland (2)          | Na Uy              | Manchester City§   | 27  | 31   | 0,87  | [ 43 ]        |
| 2024–25   | Mohamed Salah (4)           | Ai Cập             | Liverpool§         | 29  | 38   | 0.76  | [ 44 ]        |

## Cầu thủ giành được nhiều giải thưởng
Bảng dưới đây thống kê số lượng giải thưởng mà các cầu thủ đã giành được ít nhất hai Chiếc giày vàng.
Các cầu thủ in đậm vẫn còn đang thi đấu tại Ngoại hạng Anh.
| Số lần | Cầu thủ                 | Quốc tịch   | Mùa giải                           |
| ------ | ----------------------- | ----------- | ---------------------------------- |
| 4      | Thierry Henry           | Pháp        | 2001–02, 2003–04, 2004–05, 2005–06 |
| 4      | Mohamed Salah           | Ai Cập      | 2017–18, 2018–19, 2021–22, 2024–25 |
| 3      | Harry Kane              | Anh         | 2015–16, 2016–17, 2020–21          |
| 3      | Alan Shearer            | Anh         | 1994–95, 1995–96, 1996–97          |
| 2      | Didier Drogba           | Bờ Biển Ngà | 2006–07, 2009–10                   |
| 2      | Erling Haaland          | Na Uy       | 2022–23, 2023–24                   |
| 2      | Jimmy Floyd Hasselbaink | Hà Lan      | 1998–99, 2000–01                   |
| 2      | Michael Owen            | Anh         | 1997–98, 1998–99                   |
| 2      | Robin van Persie        | Hà Lan      | 2011–12, 2012–13                   |

## Cầu thủ thắng giải theo câu lạc bộ
| Câu lạc bộ        | Số cầu thủ | Tổng cộng |
| ----------------- | ---------- | --------- |
| Liverpool         | 4          | 8         |
| Arsenal           | 3          | 6         |
| Manchester United | 5          | 5         |
| Tottenham Hotspur | 3          | 5         |
| Chelsea           | 3          | 4         |
| Manchester City   | 3          | 4         |
| Blackburn Rovers  | 2          | 3         |
| Newcastle United  | 2          | 2         |
| Coventry City     | 1          | 1         |
| Leeds United      | 1          | 1         |
| Leicester City    | 1          | 1         |
| Sunderland        | 1          | 1         |